# Päpstliches Rumänisches Kolleg

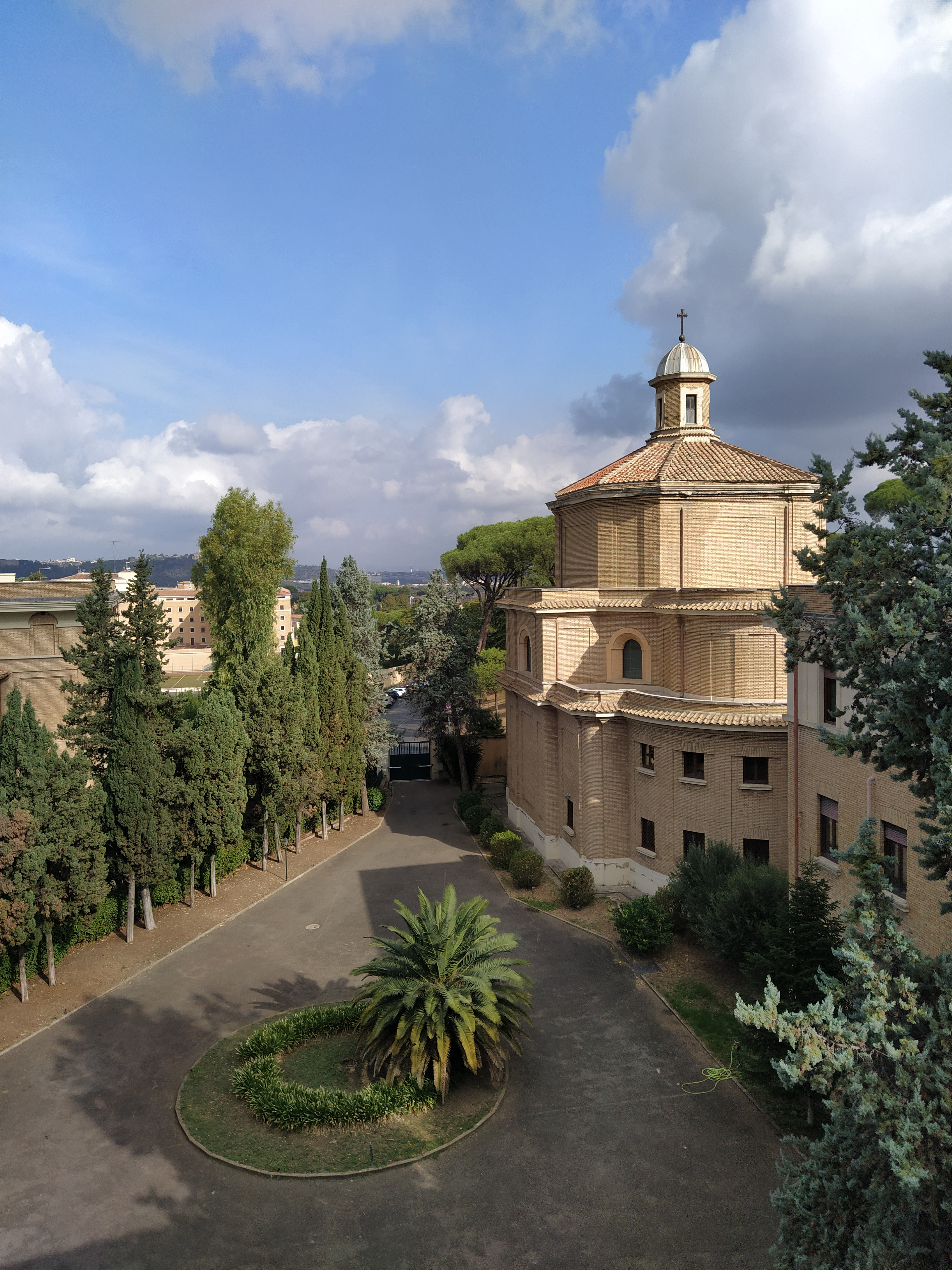
Kirche des rumänischen Kollegs (rechts), mit Blick aufs Päpstliche Nordamerika-Kolleg (links)

Das Päpstliche Rumänische Pius-Kolleg (rumänisch Colegiul Pontifical Pio Romeno, italienisch Pontificio Collegio Pio Romeno) in Rom ist ein Päpstliches Kolleg für Seminaristen und  Priester der Rumänischen Griechisch-Katholischen Kirche. Es befindet sich auf dem Gianicolo in unmittelbarer Nachbarschaft des Päpstlichen Ukrainischen Kollegs. Beide Liegenschaften sind exterritoriale Besitzungen des Heiligen Stuhls.
Die Grundsteinlegung erfolgte am 11. Mai 1930, die Eröffnung 1937 durch Papst Pius XI., dessen Namen das Kolleg auch trägt.